# Hipoclorit de potassi
L'hipoclorit de potassi és un compost químic del grup de les sals, constituït per anions hipoclorit {\displaystyle {\ce {ClO-}}} i cations potassi {\displaystyle {\ce {K+}}}, la qual fórmula química és {\displaystyle {\ce {KClO}}}. Només és estable en dissolució.
L'hipoclorit de potassi fou sintetitzat per primera vegada pel químic francès Claude Louis Berthollet (1748-1822) quan cercava un substitut al clor {\displaystyle {\ce {Cl2}}}, que s'havia demostrat que era un potent blanquejant però el fet de ser gas dificultava el seu ús. Berthollet dissolgué clor en una dissolució de carbonat de potassi {\displaystyle {\ce {K2CO3}}}i obtingué una dissolució amb propietats blanquejant que contenia hipoclorit de potassi. Aquesta dissolució fou produïda i comercialitzada per l'empresa Javel, als afores de París, el 1788, sota el nom d'aigua de Javel. Aquesta dissolució és incolora amb un fort olor de clor. A més de blanquejant, com tots els altres hipoclorits, té propietats desinfectants. Les concentracions comercials que es produeixen són del 10 % i del 12 %.